# Roberto Fortunato (beroepswielrenner)
Roberto Fortunato (Avezzano, 19 maart 1974) is een voormalig Italiaans wielrenner. In 1996 werd hij vierde in de Giro delle Regione en versierde mede daarmee een stage bij Refin-Mobilvetta Design. In 1997 werd hij beroepswielrenner voor Refin, maar kon geen potten breken. Toen de sponsor besloot zich aan het einde van het seizoen terug te trekken uit het wielrennen, kon Fortunato net als veel van zijn collega's geen nieuwe ploeg vinden en hing zijn fiets aan de wilgen.
Roberto Fortunato moet niet verward worden met een naamgenoot die actief was in de jaren 80.

## Belangrijkste overwinningen
1996
 Italiaans kampioen op de weg, Beloften
Proloog Giro delle Regioni (PTT)
1998
Trofeo Banca Popolare di Vicenza